# Gilteritinib
Gilteritinib, vendido bajo el nombre comercial de Xospata, es una droga antineoplásica. Pertenece a la familia de inhibidores de tirosina quinasa, inhibiendo la proteína FLT3. Fue desarrollado por Astellas Pharma.

## Uso clínico
En abril del 2018 Gilteritinib fue aprobado por la FDA para el tratamiento de pacientes adultos con Leucemia mieloide aguda en recaída o refrataria a tratamiento con la presencia de la mutación FLT3.
Gilteritinib también fue aprobado para uso médico en Australia en marzo de 2020.

## Investigación
Gilteritinib  se ha propuesto como droga antiviral para aplicar en pacientes con COVID-19.